# Чеховка (Брянская область)
Чеховка — село в Погарском районе Брянской области России.

## Население
| 1799 | 1859 | 1885 | 1893 | 1897 | 1901 | 1926 |
| ---- | ---- | ---- | ---- | ---- | ---- | ---- |
| 168  | 232  | 252  | 489  | 458  | 467  | 929  |

- — за 1799 год есть данные только по мужчинам.

Население в настоящее время
| 2010 | 2013 |
| ---- | ---- |
| 473  | ↘463 |

## История
Летом 1784 года в селе случился большой пожар. Узнав о нём, Г. Полетика писал жене 25 июня в Юдиново из Петербурга: «Весьма опечален, что сгорела Чеховка, но — это за грехи наши и веление Божее… Вы хорошо сделали, что дали им лес из бурелома на избы. Когда это случилось, днем или ночью, и уцелел ли их скот?..» И далее дает указание: заставить всех мужчин сгоревших и несгоревших дворов вывозить лес, но без горелки. Дворы им строить не как раньше, а отступая пятнадцать, а то и тридцать сажен друг от друга. Избы чтобы были выстроены все на улицу, а овины позади огородов. Дерево взять только на избы и овины, а городят пусть лозою, и если можно — украинским манером".
15 августа 1784 года генерал-губернатор Малороссии П. А. Румянцев-Задунайский, в рапорте императрице Екатерине Второй о происшествиях, писал первым пунктом: «Уезда Погарского владение коллежского советника Григория Полетики, в селе Чеховке в доме тамошнего жителя Максима Кондатавы, в гумне неизвестно от чего сделался пожар, от коего обывательских тридцать два двора и житель Никита Кондратов сгорели».
По разделу от 1790 года Чеховка перешла вместе с приселком чеховским Гнилица, хутором Чириковца с мельницами к одному из троих сыновей Г. А. Политики — Павлу Григорьевичу, рождения 1768 года. Потом к его сыну от второго брака, Якову Павловичу, рождения 1796 года.
Когда проводилась в жизнь крестьянская реформа 1861 года, то имение вошло в Юдиновский мировой участок, с наделом на душу по четыре десятины земли. Крестьяне посчитали себя «свободными» и отказались исполнять барщину «пригон» своему владельцу, которая здесь держалась — с каждого двора по одному чеховцу с конём через три дня. Зачинщиками стали Яков Булдов, Степан Морозов, Василий Ляшков. И хотя дворовый села Сергей Шишонок защищал их на суде, но его решением было признать недоимку по барщине в 251 день на мужчин и 288 дней на женщин.
Более ожесточенные неповиновения чеховцы применили в 1905—1907 годы: По собственному почину рубили хозяйский лес, отказывались платить выкупы и захватывали помещичьи земли. У Я. П. Полетики с женой Е. П. Крамаренко было десять сыновей и шесть дочерей. Все родились и многие умирали в Юдиново. Их дочь Варвара Яковлевна Полетика, родилась в 1833 году в Юдиново, имела поместье в Чеховке и вышла замуж (первая его жена) за помещика, статского советника Аристарха Ивановича Харченко. С 1860-х годов он был уездным мировым судьей, имел пятьсот шестьдесят две десятины земли, держал в Чеховке ферму коров (как писали тогда, породы местных украинских и помеси фрейбургских с симментальскими. Имел плантацию табака на восьми десятинах сорта «американка» — гунди, построил табачные сараи. Крестьяне трудились и на других землевладельцев: Щегловитова из Валуек, Дмитриева, Попинако.
Крестьянские средние урожаи с десятины собирались: по ржи — шестнадцать пудов, по гречихе — двадцать пять пудов. Сенокосы: по суходолью и болотные по речке Липенке — лучшие по семь возов с десятины и по речке Нехтарь по пять возов. Косили и в лесах. Их названия живучи и сегодня: Кудеяров рог, Сомов луг, Чернолесье, Гамовщина, где была устроена паровая лесопильня, ценою на 1913 год в 5003 рубля, с годовым доходом в 501 рубль. Крестьяне выделывали клепку для бочек различного назначения.
Светская земская школа (народное училище) было открыто в 1894 году, в частном доме. На 1913 год в нём обучались сорок восемь ребят и тринадцать девочек. Многие годы учительствовал Петр Захарович Щербак. В 1910 году вдова Е. Ф. Харченко пожертвовала погарскому земству 6 тыс. рублей, а проценты с них — на земскую школу. Со слов старожилов, она была убита с целью ограбления и похоронена под полом церкви рядом с мужем. В 1931 г. в селе открылась семилетка, а с 1952 года — средняя школа.
27 декабря 1930 года в селе был организован колхоз «Красный луч» из 13, потом — 97 хозяйств, потом — 142 хозяйства, имевший 892 га пашни, 247 га сенокосов, 8 га под садами (председатели: М. Воднев, А. С. Станаев). На 1933 год колхоз объявили передовым в районе. Трое человек стали участниками съезда ударников в Москве. В селе проживало 706 человек, из них 375 трудоспособных.
…В 1965—1986 годы совхозом «Чеховский» руководила Вера Федоровна Хлусова.
На 01.01.2004 года Чеховская администрация объединяла поселки Красный, Довжик, хутора Глинки, Реуха, село Карбовку. Численность жителей Чеховки составляла — двести двадцать три двора и шестьсот жителей.
В результате проведения муниципальной реформы в 2008 году, Чеховская администрация прекратила своё существование, само село стало относиться к Стеченскому сельскому поселению. В 2019 году, после упразднения Стеченского сельского поселения, село стало относиться к Вадьковскому сельскому поселению

## Памятники
Напротив сельского клуба установлен Памятник погибшим землякам.